# Frédéric Georgery
Frédéric Georgery, né le 14 février 1978 , est un judoka belge qui s'aligna d'abord dans la catégorie des poids mi-légers puis dans la catégorie des poids légers.
Ce liégeois est titulaire d'un diplôme d'Éducation physique.

## Palmarès
Frédéric Georgery a fait plusieurs podiums dans des tournois internationaux.
 
Il a été quatre fois champion de Belgique sénior :
| Chpt de Belgique | Chpt de Belgique | 1999 | 2000 | 2001 | 2002 | 2003 | 2004 | 2005 |
| ---------------- | ---------------- | ---- | ---- | ---- | ---- | ---- | ---- | ---- |
| mi-légers        | -66 kg           | 2e   | 1er  | 2e   | 1er  | 1er  | 1er  |      |
| poids légers     | -73 kg           |      |      |      |      |      |      | 2e   |